# Pablo García
Pablo Gabriel García Pérez (Pando, 11 maggio 1977) è un allenatore di calcio ed ex calciatore uruguaiano, di ruolo centrocampista, tecnico dell'Atromītos.

## Carriera

### Club
Pablo García iniziò la carriera professionistica nel Montevideo Wanderers, prima di passare all'Atlético Madrid nel 1997. Con i Colchoneros, tuttavia, non ha mai disputato una partita ufficiale, giocando solo con l'Atlético B.
In seguito, nel 2000 si trasferì in Italia, prima al Milan e poi (in prestito) al Venezia.
Dopo essere ritornato in Spagna nel 2002 e aver giocato nell'Osasuna per tre stagioni, le sue prestazioni convinsero il Real Madrid ad acquistarlo. Presto divenne la prima scelta dei madrileni al posto del danese Thomas Gravesen. Tuttavia, anche a causa di alcuni sfortunati infortuni, García non fu in grado di mantenere il posto da titolare. Nella stagione 2006-2007 Pablo García non rientrò più nei piani del nuovo allenatore delle merengues Fabio Capello, così dovette cercarsi una nuova squadra.
Il 29 agosto 2006 si accasò in prestito al Celta Vigo e l'anno seguente viene nuovamente girato in prestito dal Real alla neopromossa Real Murcia. Al termine della stagione viene rilasciato dal Real Madrid e si trasferisce in Grecia, al PAOK.

### Nazionale
Con la nazionale uruguaiana Pablo García ha disputato il campionato del mondo 2002, dove l'Uruguay fu eliminato al primo turno, e le qualificazioni al campionato del mondo 2006 a cui l'Uruguay non riuscì a qualificarsi, perdendo lo spareggio interzona con l'Australia ai tiri di rigore.
Ha partecipato alla Copa América 2007, dove ha segnato un gol da fuori area contro il Venezuela nei quarti di finale e dove l'Uruguay è stato eliminato dal Brasile in semifinale dopo i rigori (suo uno degli errori dal dischetto).

## Statistiche

### Cronologia presenze e reti in Nazionale
| Cronologia completa delle presenze e delle reti in nazionale ― Uruguay | Cronologia completa delle presenze e delle reti in nazionale ― Uruguay | Cronologia completa delle presenze e delle reti in nazionale ― Uruguay | Cronologia completa delle presenze e delle reti in nazionale ― Uruguay | Cronologia completa delle presenze e delle reti in nazionale ― Uruguay | Cronologia completa delle presenze e delle reti in nazionale ― Uruguay | Cronologia completa delle presenze e delle reti in nazionale ― Uruguay | Cronologia completa delle presenze e delle reti in nazionale ― Uruguay |
| Data                                                                   | Città                                                                  | In casa                                                                | Risultato                                                              | Ospiti                                                                 | Competizione                                                           | Reti                                                                   | Note                                                                   |
| ---------------------------------------------------------------------- | ---------------------------------------------------------------------- | ---------------------------------------------------------------------- | ---------------------------------------------------------------------- | ---------------------------------------------------------------------- | ---------------------------------------------------------------------- | ---------------------------------------------------------------------- | ---------------------------------------------------------------------- |
| 13-12-1997                                                             | Riyad                                                                  | Emirati Arabi Uniti                                                    | 0 – 2                                                                  | Uruguay                                                                | Conf. Cup 1997 - 1º turno                                              | -                                                                      |                                                                        |
| 15-12-1997                                                             | Riyad                                                                  | Rep. Ceca                                                              | 1 – 2                                                                  | Uruguay                                                                | Conf. Cup 1997 - 1º turno                                              | -                                                                      |                                                                        |
| 17-12-1997                                                             | Riyad                                                                  | Uruguay                                                                | 4 – 3                                                                  | Sudafrica                                                              | Conf. Cup 1997 - 1º turno                                              | -                                                                      | 68’                                                                    |
| 19-12-1997                                                             | Riyad                                                                  | Australia                                                              | 1 – 0 gg                                                               | Uruguay                                                                | Conf. Cup 1997 - Semifinale                                            | -                                                                      |                                                                        |
| 21-12-1997                                                             | Riyad                                                                  | Rep. Ceca                                                              | 1 – 0                                                                  | Uruguay                                                                | Conf. Cup 1997 - Finale 3º posto                                       | -                                                                      |                                                                        |
| 24-5-1998                                                              | Santiago del Cile                                                      | Cile                                                                   | 2 – 2                                                                  | Uruguay                                                                | Amichevole                                                             | -                                                                      | Ammonizione                                                            |
| 4-7-1999                                                               | Luque                                                                  | Uruguay                                                                | 2 – 1                                                                  | Ecuador                                                                | Coppa America 1999 - 1º turno                                          | -                                                                      |                                                                        |
| 10-7-1999                                                              | Asunción                                                               | Paraguay                                                               | 1 – 1 dts (3 – 5 dtr)                                                  | Uruguay                                                                | Coppa America 1999 - Quarti di finale                                  | -                                                                      | Ammonizione                                                            |
| 13-7-1999                                                              | Asunción                                                               | Uruguay                                                                | 1 – 1 dts (5 – 3 dtr)                                                  | Cile                                                                   | Coppa America 1999 - Semifinale                                        | -                                                                      | Ammonizione                                                            |
| 12-10-1999                                                             | Montevideo                                                             | Uruguay                                                                | 0 – 0                                                                  | Ecuador                                                                | Amichevole                                                             | -                                                                      |                                                                        |
| 17-11-1999                                                             | Maldonado                                                              | Uruguay                                                                | 0 – 1                                                                  | Paraguay                                                               | Amichevole                                                             | -                                                                      | 73’                                                                    |
| 29-3-2000                                                              | Montevideo                                                             | Uruguay                                                                | 1 – 0                                                                  | Bolivia                                                                | Qual. Mondiali 2002                                                    | 1                                                                      |                                                                        |
| 26-4-2000                                                              | Asunción                                                               | Paraguay                                                               | 1 – 0                                                                  | Uruguay                                                                | Qual. Mondiali 2002                                                    | -                                                                      | 10’                                                                    |
| 3-6-2000                                                               | Montevideo                                                             | Uruguay                                                                | 2 – 1                                                                  | Cile                                                                   | Qual. Mondiali 2002                                                    | -                                                                      |                                                                        |
| 28-6-2000                                                              | Rio de Janeiro                                                         | Brasile                                                                | 1 – 1                                                                  | Uruguay                                                                | Qual. Mondiali 2002                                                    | -                                                                      |                                                                        |
| 18-7-2000                                                              | Montevideo                                                             | Uruguay                                                                | 3 – 1                                                                  | Venezuela                                                              | Qual. Mondiali 2002                                                    | -                                                                      |                                                                        |
| 26-7-2000                                                              | Montevideo                                                             | Uruguay                                                                | 0 – 0                                                                  | Perù                                                                   | Qual. Mondiali 2002                                                    | -                                                                      |                                                                        |
| 15-8-2000                                                              | Bogotà                                                                 | Colombia                                                               | 1 – 0                                                                  | Uruguay                                                                | Qual. Mondiali 2002                                                    | -                                                                      |                                                                        |
| 3-9-2000                                                               | Montevideo                                                             | Uruguay                                                                | 4 – 0                                                                  | Ecuador                                                                | Qual. Mondiali 2002                                                    | -                                                                      | 81’                                                                    |
| 8-10-2000                                                              | Buenos Aires                                                           | Argentina                                                              | 2 – 1                                                                  | Uruguay                                                                | Qual. Mondiali 2002                                                    | -                                                                      |                                                                        |
| 15-11-2000                                                             | La Paz                                                                 | Bolivia                                                                | 0 – 0                                                                  | Uruguay                                                                | Qual. Mondiali 2002                                                    | -                                                                      |                                                                        |
| 28-2-2001                                                              | Capodistria                                                            | Slovenia                                                               | 0 – 2                                                                  | Uruguay                                                                | Amichevole                                                             | -                                                                      |                                                                        |
| 24-4-2001                                                              | Santiago del Cile                                                      | Cile                                                                   | 0 – 1                                                                  | Uruguay                                                                | Qual. Mondiali 2002                                                    | -                                                                      |                                                                        |
| 1-7-2001                                                               | Montevideo                                                             | Uruguay                                                                | 1 – 0                                                                  | Brasile                                                                | Qual. Mondiali 2002                                                    | -                                                                      | 55’                                                                    |
| 4-9-2001                                                               | Lima                                                                   | Perù                                                                   | 0 – 2                                                                  | Uruguay                                                                | Qual. Mondiali 2002                                                    | -                                                                      | 24’                                                                    |
| 7-10-2001                                                              | Montevideo                                                             | Uruguay                                                                | 1 – 1                                                                  | Colombia                                                               | Qual. Mondiali 2002                                                    | -                                                                      |                                                                        |
| 7-11-2001                                                              | Quito                                                                  | Ecuador                                                                | 1 – 1                                                                  | Uruguay                                                                | Qual. Mondiali 2002                                                    | -                                                                      |                                                                        |
| 14-11-2001                                                             | Montevideo                                                             | Uruguay                                                                | 1 – 1                                                                  | Argentina                                                              | Qual. Mondiali 2002                                                    | -                                                                      |                                                                        |
| 20-11-2001                                                             | Melbourne                                                              | Australia                                                              | 1 – 0                                                                  | Uruguay                                                                | Qual. Mondiali 2002                                                    | -                                                                      |                                                                        |
| 25-11-2001                                                             | Montevideo                                                             | Uruguay                                                                | 3 – 0                                                                  | Australia                                                              | Qual. Mondiali 2002                                                    | -                                                                      | 66’                                                                    |
| 13-2-2002                                                              | Montevideo                                                             | Uruguay                                                                | 2 – 1                                                                  | Corea del Sud                                                          | Amichevole                                                             | -                                                                      | 78’                                                                    |
| 27-3-2002                                                              | Riyad                                                                  | Arabia Saudita                                                         | 3 – 2                                                                  | Uruguay                                                                | Amichevole                                                             | -                                                                      |                                                                        |
| 17-4-2002                                                              | Milano                                                                 | Italia                                                                 | 1 – 1                                                                  | Uruguay                                                                | Amichevole                                                             | -                                                                      | 57’                                                                    |
| 12-5-2002                                                              | Washington                                                             | Stati Uniti                                                            | 2 – 1                                                                  | Uruguay                                                                | Amichevole                                                             | -                                                                      |                                                                        |
| 16-5-2002                                                              | Shenyang                                                               | Cina                                                                   | 0 – 2                                                                  | Uruguay                                                                | Amichevole                                                             | -                                                                      | 61’                                                                    |
| 1-6-2002                                                               | Ulsan                                                                  | Uruguay                                                                | 1 – 2                                                                  | Danimarca                                                              | Mondiali 2002 - 1º turno                                               | -                                                                      |                                                                        |
| 6-6-2002                                                               | Pusan                                                                  | Francia                                                                | 0 – 0                                                                  | Uruguay                                                                | Mondiali 2002 - 1º turno                                               | -                                                                      | 11’                                                                    |
| 11-6-2002                                                              | Suwon                                                                  | Senegal                                                                | 3 – 3                                                                  | Uruguay                                                                | Mondiali 2002 - 1º turno                                               | -                                                                      | 35’                                                                    |
| 1-6-2004                                                               | Montevideo                                                             | Uruguay                                                                | 1 – 3                                                                  | Perù                                                                   | Qual. Mondiali 2006                                                    | -                                                                      |                                                                        |
| 6-6-2004                                                               | Barranquilla                                                           | Colombia                                                               | 5 – 0                                                                  | Uruguay                                                                | Qual. Mondiali 2006                                                    | -                                                                      |                                                                        |
| 9-10-2004                                                              | Buenos Aires                                                           | Argentina                                                              | 4 – 2                                                                  | Uruguay                                                                | Qual. Mondiali 2006                                                    | -                                                                      | 55’                                                                    |
| 12-10-2004                                                             | La Paz                                                                 | Bolivia                                                                | 0 – 0                                                                  | Uruguay                                                                | Qual. Mondiali 2006                                                    | -                                                                      |                                                                        |
| 17-11-2004                                                             | Montevideo                                                             | Uruguay                                                                | 1 – 0                                                                  | Paraguay                                                               | Qual. Mondiali 2006                                                    | -                                                                      |                                                                        |
| 26-3-2005                                                              | Santiago                                                               | Cile                                                                   | 1 – 1                                                                  | Uruguay                                                                | Qual. Mondiali 2006                                                    | -                                                                      | Ammonizione                                                            |
| 30-3-2005                                                              | Montevideo                                                             | Uruguay                                                                | 1 – 1                                                                  | Brasile                                                                | Qual. Mondiali 2006                                                    | -                                                                      | Ammonizione                                                            |
| 7-6-2005                                                               | Lima                                                                   | Perù                                                                   | 0 – 0                                                                  | Uruguay                                                                | Qual. Mondiali 2006                                                    | -                                                                      |                                                                        |
| 17-8-2005                                                              | Gijón                                                                  | Spagna                                                                 | 2 – 0                                                                  | Uruguay                                                                | Amichevole                                                             | -                                                                      | [ 1 ]                                                                  |
| 4-9-2005                                                               | Montevideo                                                             | Uruguay                                                                | 3 – 2                                                                  | Colombia                                                               | Qual. Mondiali 2006                                                    | -                                                                      | Ammonizione                                                            |
| 8-10-2005                                                              | Quito                                                                  | Ecuador                                                                | 0 – 0                                                                  | Uruguay                                                                | Qual. Mondiali 2006                                                    | -                                                                      |                                                                        |
| 11-10-2005                                                             | Montevideo                                                             | Uruguay                                                                | 1 – 0                                                                  | Argentina                                                              | Qual. Mondiali 2006                                                    | -                                                                      |                                                                        |
| 12-11-2005                                                             | Montevideo                                                             | Uruguay                                                                | 1 – 0                                                                  | Australia                                                              | Qual. Mondiali 2006                                                    | -                                                                      |                                                                        |
| 16-11-2005                                                             | Sydney                                                                 | Australia                                                              | 1 – 0 dts (4 – 2 dtr)                                                  | Uruguay                                                                | Qual. Mondiali 2006                                                    | -                                                                      | 76’                                                                    |
| 21-5-2006                                                              | East Rutherford                                                        | Uruguay                                                                | 1 – 0                                                                  | Irlanda del Nord                                                       | Amichevole                                                             | -                                                                      |                                                                        |
| 23-5-2006                                                              | Los Angeles                                                            | Uruguay                                                                | 2 – 0                                                                  | Romania                                                                | Amichevole                                                             | -                                                                      |                                                                        |
| 16-8-2006                                                              | Alessandria                                                            | Egitto                                                                 | 0 – 2                                                                  | Uruguay                                                                | Amichevole                                                             | -                                                                      | 86’                                                                    |
| 24-3-2007                                                              | Seul                                                                   | Corea del Sud                                                          | 0 – 2                                                                  | Uruguay                                                                | Amichevole                                                             | -                                                                      | 83’                                                                    |
| 2-6-2007                                                               | Sydney                                                                 | Australia                                                              | 1 – 2                                                                  | Uruguay                                                                | Amichevole                                                             | -                                                                      |                                                                        |
| 26-6-2007                                                              | Mérida                                                                 | Uruguay                                                                | 0 – 3                                                                  | Perù                                                                   | Coppa America 2007 - 1º turno                                          | -                                                                      |                                                                        |
| 30-6-2007                                                              | San Cristóbal                                                          | Uruguay                                                                | 1 – 0                                                                  | Bolivia                                                                | Coppa America 2007 - 1º turno                                          | -                                                                      | 27’                                                                    |
| 3-7-2007                                                               | Mérida                                                                 | Venezuela                                                              | 0 – 0                                                                  | Uruguay                                                                | Coppa America 2007 - 1º turno                                          | -                                                                      | 79’                                                                    |
| 7-7-2007                                                               | San Cristóbal                                                          | Venezuela                                                              | 1 – 4                                                                  | Uruguay                                                                | Coppa America 2007 - Quarti di finale                                  | 1                                                                      | 50’                                                                    |
| 10-7-2007                                                              | Maracaibo                                                              | Uruguay                                                                | 2 – 2 dts (4 – 5 dtr)                                                  | Brasile                                                                | Coppa America 2007 - Semifinale                                        | -                                                                      |                                                                        |
| 14-7-2007                                                              | Caracas                                                                | Uruguay                                                                | 1 – 3                                                                  | Messico                                                                | Coppa America 2007 - Finale 3º Posto                                   | -                                                                      | 57’ 79’                                                                |
| 13-10-2007                                                             | Montevideo                                                             | Uruguay                                                                | 5 – 0                                                                  | Bolivia                                                                | Qual. Mondiali 2010                                                    | -                                                                      |                                                                        |
| 17-10-2007                                                             | Asunción                                                               | Paraguay                                                               | 1 – 0                                                                  | Uruguay                                                                | Qual. Mondiali 2010                                                    | -                                                                      | 46’                                                                    |
| Totale                                                                 |                                                                        | Presenze                                                               | 65                                                                     |                                                                        | Reti                                                                   | 2                                                                      |                                                                        |

| Cronologia completa delle presenze e delle reti in nazionale ― Uruguay under 20 | Cronologia completa delle presenze e delle reti in nazionale ― Uruguay under 20 | Cronologia completa delle presenze e delle reti in nazionale ― Uruguay under 20 | Cronologia completa delle presenze e delle reti in nazionale ― Uruguay under 20 | Cronologia completa delle presenze e delle reti in nazionale ― Uruguay under 20 | Cronologia completa delle presenze e delle reti in nazionale ― Uruguay under 20 | Cronologia completa delle presenze e delle reti in nazionale ― Uruguay under 20 | Cronologia completa delle presenze e delle reti in nazionale ― Uruguay under 20 |
| Data                                                                            | Città                                                                           | In casa                                                                         | Risultato                                                                       | Ospiti                                                                          | Competizione                                                                    | Reti                                                                            | Note                                                                            |
| ------------------------------------------------------------------------------- | ------------------------------------------------------------------------------- | ------------------------------------------------------------------------------- | ------------------------------------------------------------------------------- | ------------------------------------------------------------------------------- | ------------------------------------------------------------------------------- | ------------------------------------------------------------------------------- | ------------------------------------------------------------------------------- |
| 17-6-1997                                                                       | Shah Alam                                                                       | Uruguay under 20                                                                | 3 – 0                                                                           | Belgio under 20                                                                 | Mondiali Under-20 1997 - 1º turno                                               | -                                                                               |                                                                                 |
| 19-6-1997                                                                       | Shah Alam                                                                       | Malaysia under 20                                                               | 1 – 3                                                                           | Uruguay under 20                                                                | Mondiali Under-20 1997 - 1º turno                                               | -                                                                               |                                                                                 |
| 22-6-1997                                                                       | Shah Alam                                                                       | Marocco under 20                                                                | 0 – 0                                                                           | Uruguay under 20                                                                | Mondiali Under-20 1997 - 1º turno                                               | -                                                                               | 57’                                                                             |
| 25-6-1997                                                                       | Shah Alam                                                                       | Uruguay under 20                                                                | 3 – 0                                                                           | Stati Uniti under 20                                                            | Mondiali Under-20 1997 - Ottavi di finale                                       | -                                                                               | 31’ 56’                                                                         |
| 29-6-1997                                                                       | Shah Alam                                                                       | Uruguay under 20                                                                | 1 – 1 dts (7 - 6 dtr)                                                           | Francia under 20                                                                | Mondiali Under-20 1997 - Quarti di finale                                       | -                                                                               |                                                                                 |
| 2-7-1997                                                                        | Shah Alam                                                                       | Uruguay under 20                                                                | 3 – 2 dts                                                                       | Ghana under 20                                                                  | Mondiali Under-20 1997 - Semifinale                                             | -                                                                               |                                                                                 |
| 5-7-1997                                                                        | Shah Alam                                                                       | Uruguay under 20                                                                | 1 – 2                                                                           | Argentina under 20                                                              | Mondiali Under-20 1997 - Finale                                                 | 1                                                                               |                                                                                 |
| Totale                                                                          |                                                                                 | Presenze                                                                        | 7                                                                               |                                                                                 | Reti                                                                            | 1                                                                               |                                                                                 |

## Palmarès

### Club
- Coppa di Grecia:

PAOK: 2020-2021